# Terremoto de Ganja de 1139
El terremoto de Ganja de 1139 fue uno de los peores eventos sísmicos de la historia. Afectó al Imperio Seljuk y al Reino de Georgia; la actual Azerbaiyán y Georgia el 30 de septiembre de 1139. El terremoto tuvo una magnitud estimada de 7,3. Como consecuencia de este evento se produjo una controvertida cifra de muertos de 230.000 a 300.000.

## Entorno tectónico
Azerbaiyán y Georgia están ubicados en un área de alta actividad sísmica ya que ambos países están situados en la zona de colisión entre las placas de Eurasia y Arabia. La zona de colisión consiste en un arco insular acumulado que chocó después del cierre del Océano Tethys, bloques continentales y sedimentos de las eras Mesozoica y Terciaria. El área está separada en tres regiones geográficas; Cáucaso Menor, Cuenca de Kura y Gran Cáucaso. La actividad sísmica en el Cáucaso Menor se asocia típicamente con fallas de rumbo con ángulos de buzamiento vertical. En el Gran Cáucaso, la actividad sísmica corresponde a fallas de cabalgamiento. Extendiéndose de 100 a 160 kilómetros debajo del Gran Cáucaso se encuentra el remanente de una placa tectónica subducida después de que el océano se cerró. Los terremotos son causados por la compresión y cizallamiento de la corteza cuando interactúan las dos placas tectónicas.

## Terremoto
El terremoto tuvo una magnitud de momento estimada de 7,0 a 7,3 y 7,7 o 7,5 en la escala de magnitud de onda superficial a una profundidad de 16 a 23 kilómetros. Se asignó una intensidad máxima de IX a XI en la escala de intensidad de Mercalli. También se percibió hasta Alepo, donde la intensidad sentida fue de II.
Los investigadores sugirieron una ubicación del epicentro cerca de Ganja. Esta región del Cáucaso Menor está dominada por una tectónica oblicua y de deslizamiento. La falla fuente del terremoto fue la falla Pambak-Sevan-Syunik; una falla sorprendente de deslizamiento de 490 kilómetros de largo. Durante la mayor parte de su longitud, la falla demostró un desplazamiento lateral derecho, pero en el segmento más occidental, el deslizamiento es lateral izquierdo. El terremoto rompió el segmento Mrav de la falla en el extremo este. A diferencia del resto de la falla de Pambak-Sevan-Syunik, este segmento se caracteriza por una serie de fallas de cabalgamiento que buzan hacia el norte. La paleosismología en la región indica que se han producido grandes terremotos de hasta 7,5 en la falla. La falla de Pambak-Sevan-Syunik también fue responsable del terremoto de Zangezur de 1931.

## Daños
Mkhitar Gosh, un erudito y escritor armenio, utilizó la Santa Biblia para describir el terremoto. Describió tremendos daños en los distritos de P'ar'isos y Xach'e'n de Syunik. La ciudad de Ganzak también sufrió devastación, dejando a muchos de los habitantes enterrados bajo las ruinas. Muchas estructuras, incluidos monasterios e iglesias, castillos y pueblos de la región montañosa, quedaron totalmente destruidas. Se desconoce el número de personas que murieron en la sierra, calificadas de "incalculables". Fuertes temblores provocaron deslizamientos de tierra masivos en las laderas de montañas y cañones en la región de las montañas del Cáucaso. Partes del monte Kapaz colapsaron y el deslizamiento de tierra resultante bloqueó el río Kürəkçay, formando el lago Göygöl. Se formaron otros seis lagos, incluidos el Maral-gol y el lago Ağgöl.
El número estimado de muertos por este terremoto está entre 230.000 y 300.000, lo que lo convierte en uno de los terremotos más mortíferos de la historia. Entre los muertos se encontraban dos hijos del entonces gobernante del Imperio selyúcida, Qara Sonqor. La cifra de muertos sigue siendo controvertida y algunos autores afirman que es una exageración teniendo en cuenta la población del área en el momento del desastre, o que esto fue una combinación con los terremotos de Alepo de 1138 y Jazira de 1137.

## Secuelas
El rey Demetrio I de Georgia aprovechó el terremoto y saqueó la ciudad. Las tropas robaron muchos artefactos y artículos preciados de la ciudad, incluidas las Puertas antiguas de Ganja, que se utilizaron como trofeo. La ciudad fue reconstruida por Qara Sonqor, donde comenzó a florecer.